# Gyerővásárhelyi református templom
A 13. században a Bécsi kódex még nem tesz említést Gyerővásárhely gyülekezetéről, a 14. századi oklevelek azonban már népes anyaegyházként említik. Templomát a Gyerőffy család építtette 1330-ban.

## Története és leírása

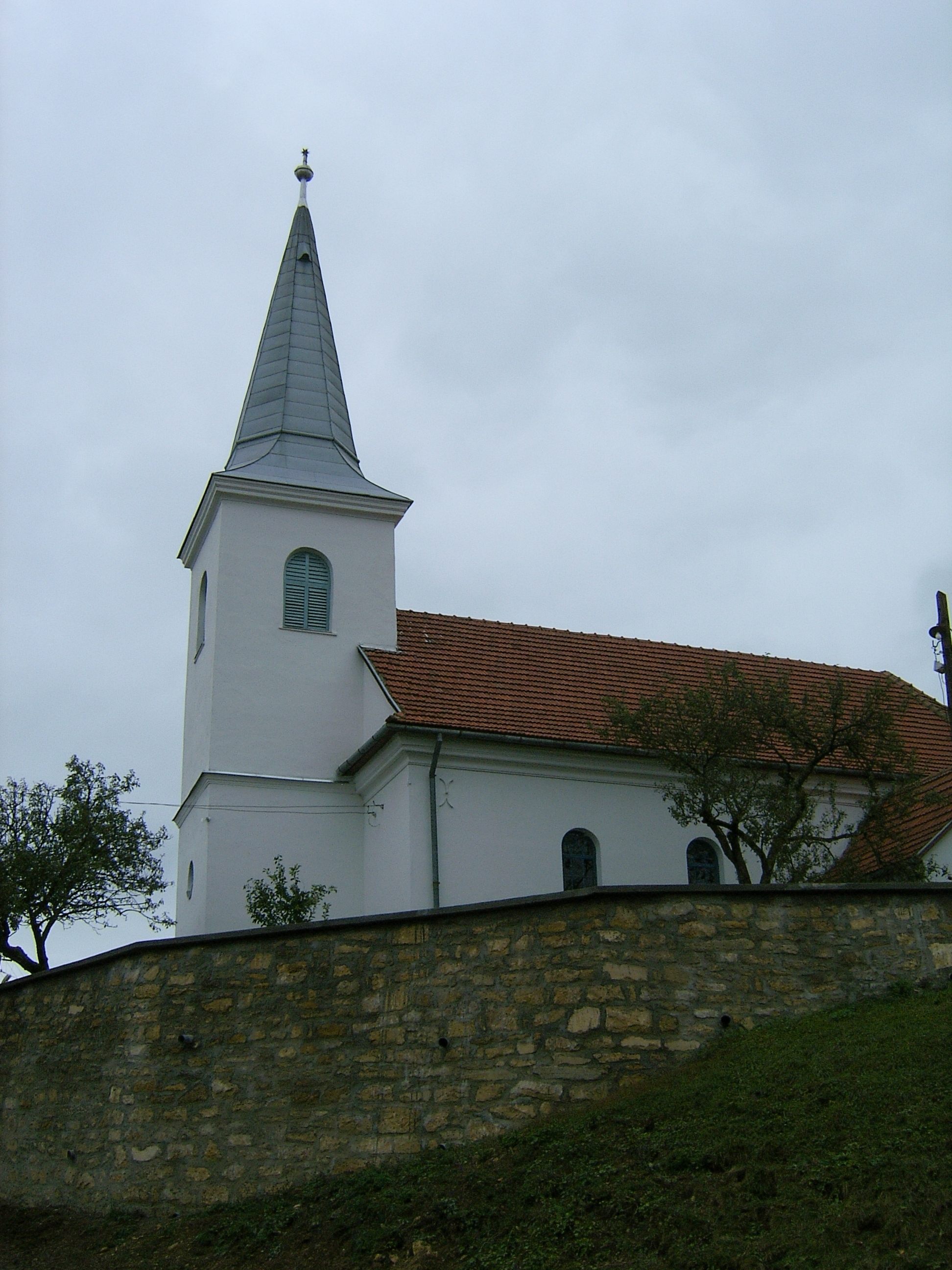
Gyerővásárhelyi református templom

A 16. század közepén a Gyerőffy család és vele együtt a birtokon élő jobbágyság is áttért a református hitre. A középkori templom romjain, a régi kőfal részeinek felhasználásával, 1831-ben Balázs András lelkész idején épült a jelenleg is látható templom. Az eredeti templomból származik a szószékkorona és a festett mennyezet is.
A famennyezet hatvannyolc tábláját idősebb Umling Lőrinc készítette 1752-ben.
„ Pred V. vs 1. Örizd meg lábaidat, mikor / tselekesznek.Isten Ditső / ségére Az GyerőVásár / heji Ekklésia Köl / Tségével.”
A szokásos virágkompozíciók mellett alakos táblákat is láthatunk: kétfejű sast, darut, pelikánt, szirént, napot, holdat, csillagokat és szőlőt csipegető madarakat.
1770-ben az ifjabb Umlingok újították, bővítették a faberendezést, festették a további tizennégy kazettát. Az 1771-es évszám mellett újabb kolozsvári mester, Asztalos Tamási János neve bukkan fel.
A fiatal Umlingok készítették többek között a fedeles padokat, a papi széket, a keleti és nyugati karzat lépcsőmellvédjét és a már használaton kívül lévő éneklőszéket.
A szószékkoronán mindkét fiú dolgozott. Lőrinc a hangvető párkányzatán, János a koronán.
„Ez a korona Virágozódott Umling János által.”
Két templomajtót is valószínűleg Umlinok festették, ez azonban nem maradt fenn. A déli bejárati ajtó Eperjesi Nagy András munkája. Ő festette 1831-ben a keleti és a nyugati karzatmellvédet, melyek láthatóan szerényebb utánzatai az Umlingok díszítőművészetének.
Ugyancsak átmentették és a templom falába építették az 1578-ból való sírkövet is, mely Gyerőffy Gáspárné Mikola Erzsébetnek állít emléket.
Az épületet Kerekes Márton kolozsvári építész vezetésével 1868-ban felújították és 1869-ben, Ágoston György lelkész idején bádoggal fedett tornyot építettek hozzá. 1926-ban Kós Károly tervei alapján, Bakos János mákófalvi vállalkozó vezetésével újabb felújításokat végeztek a templomon. Ekkor alakították elöljátszóssá az egykor a kolozsvári szász egyháztól vásárolt orgonát. Ebből az időből származó harangját repedése miatt 1957-ben kicseréltek. Az épületet a második világháború óta sokszor javították, mai formáját 2000-ben, a gyülekezet önerejéből és Mihály János lelkipásztor vezetésével, a belső részek javításával és festésével nyerte el.

## Képgaléria

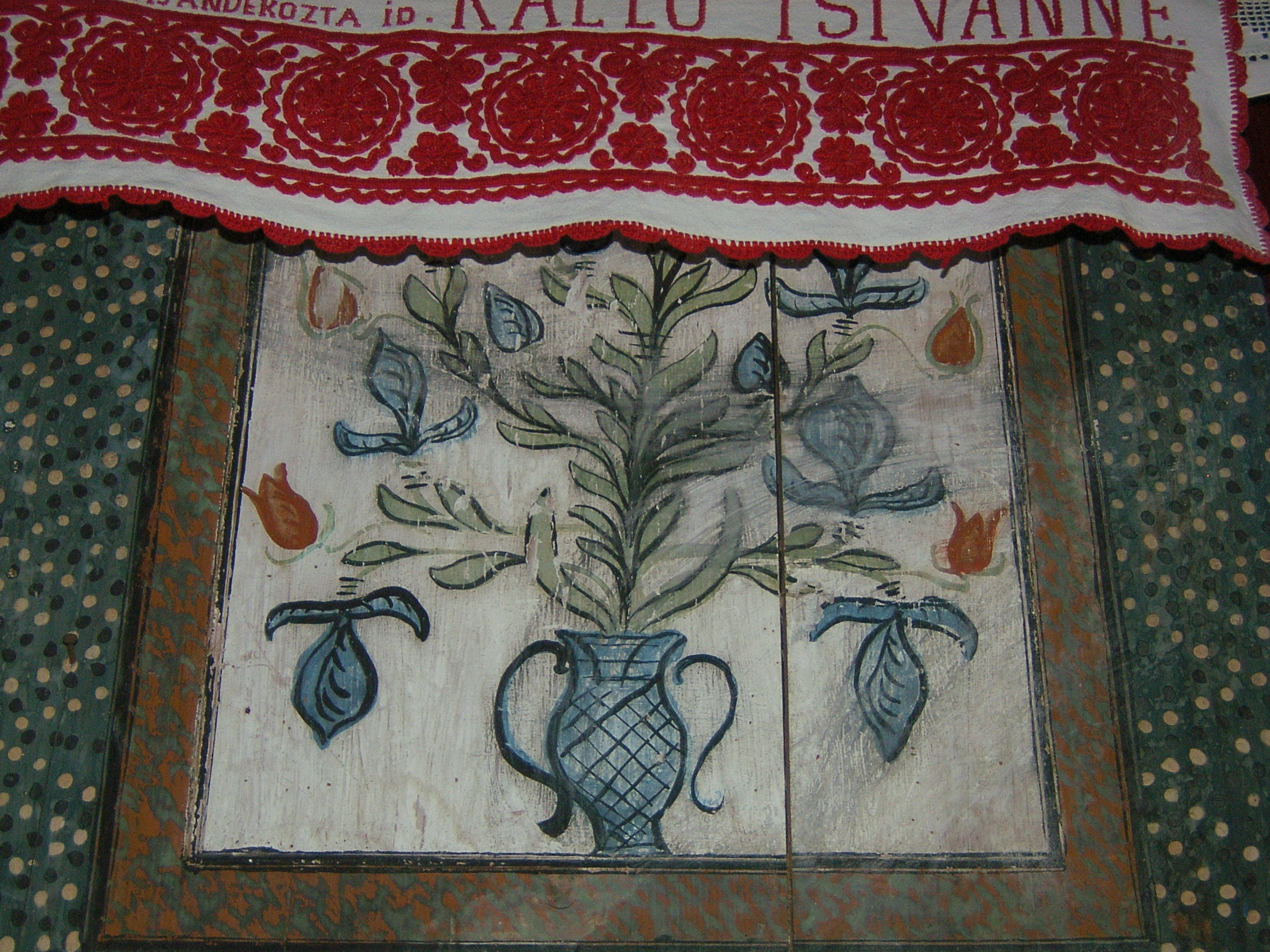
Festett tábla a gyerővásárhelyi templomból
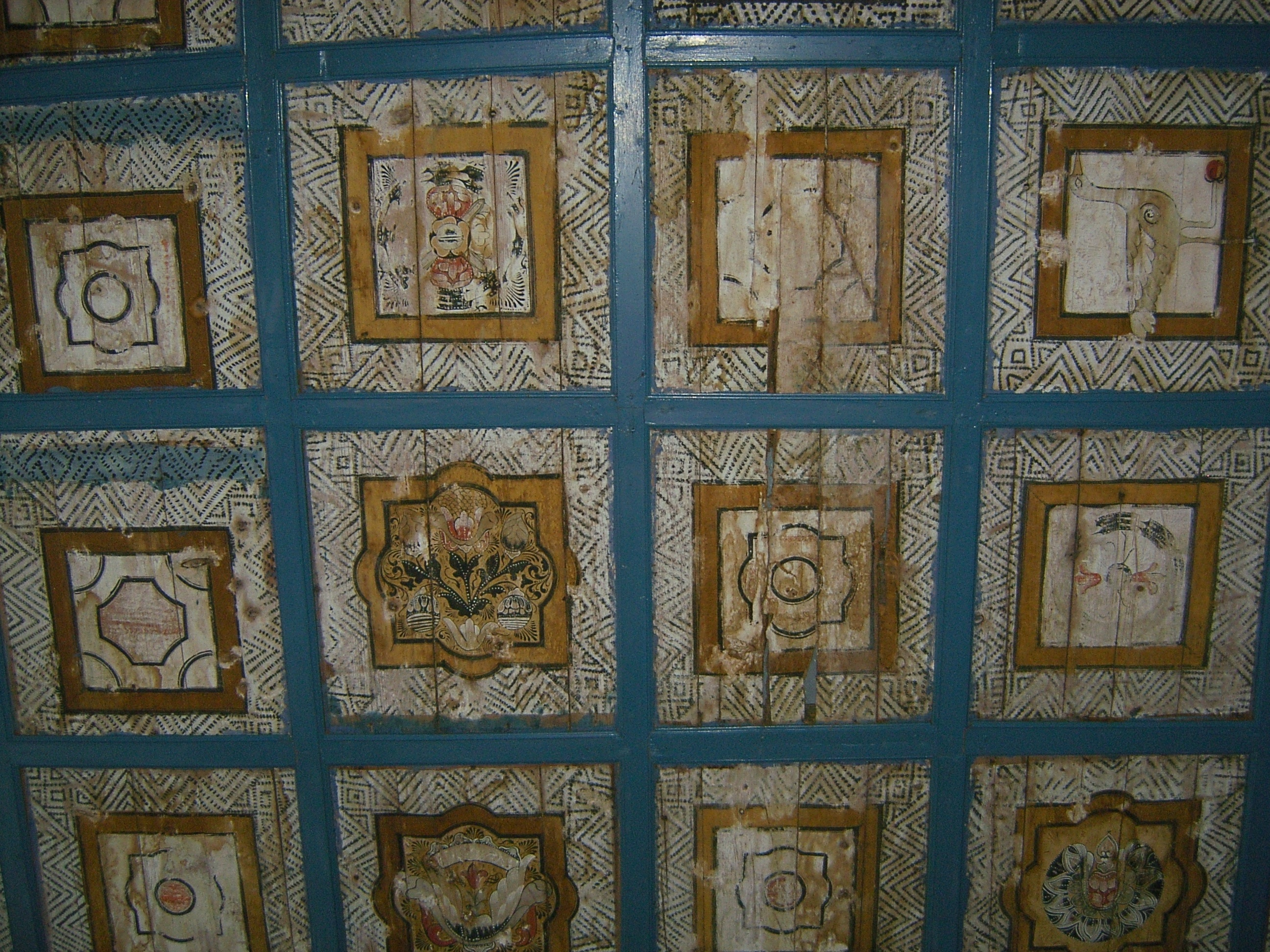
Festett famennyezet a gyerővásárhelyi templomból
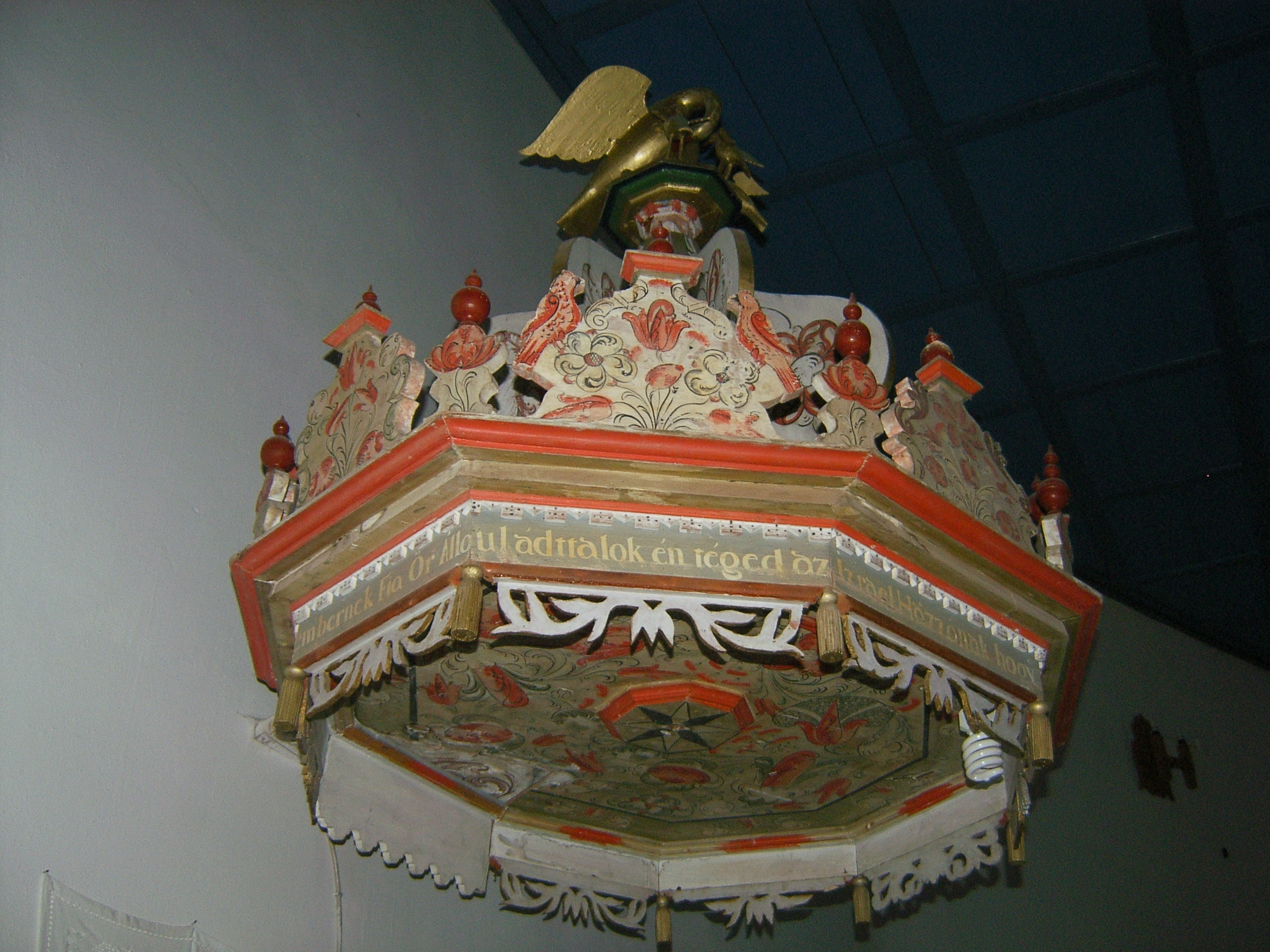
Gyerővásárhelyi szószékkorona
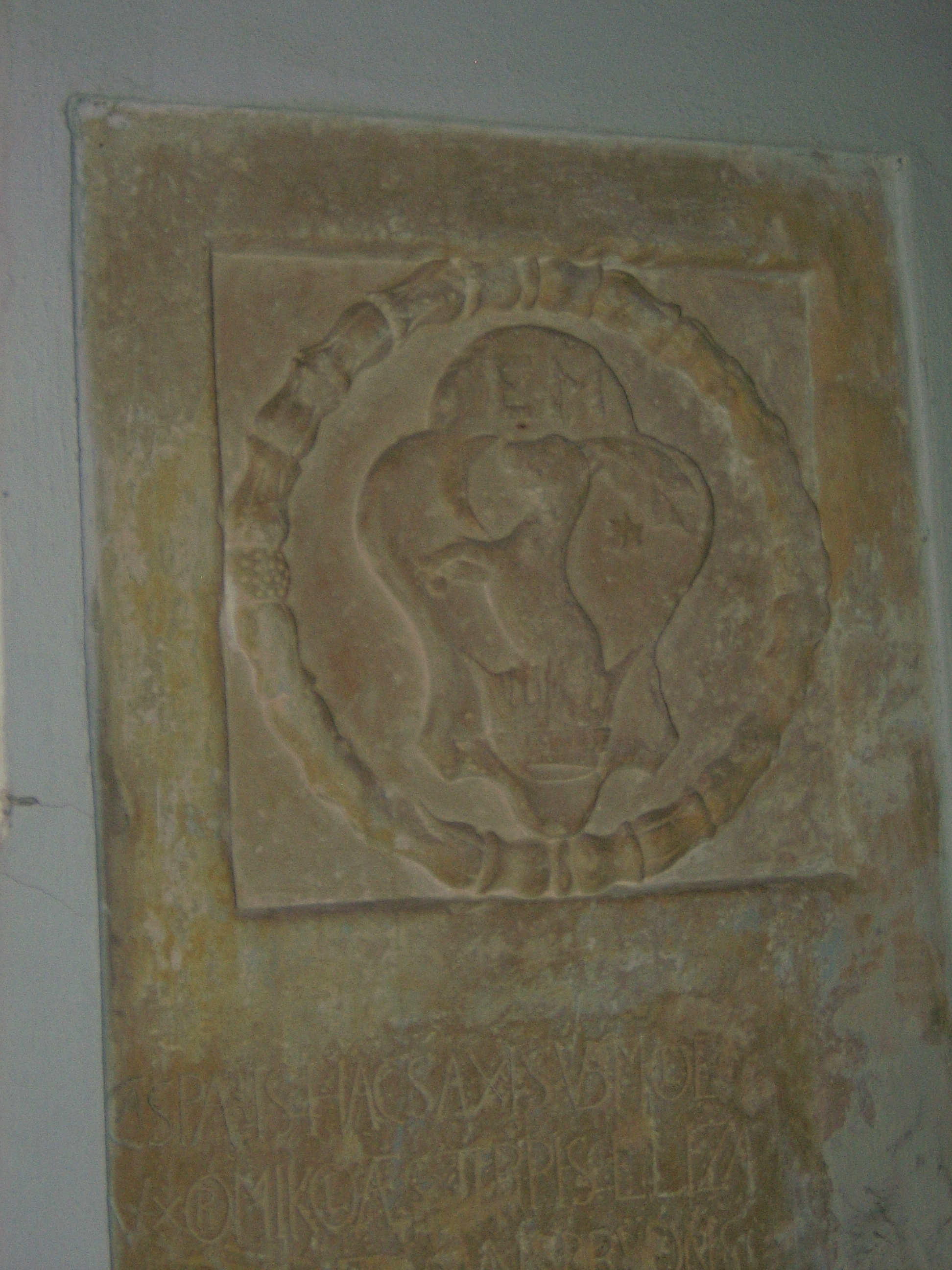
Gyerőffy címeres sírkő a gyerővásárhelyi templomból
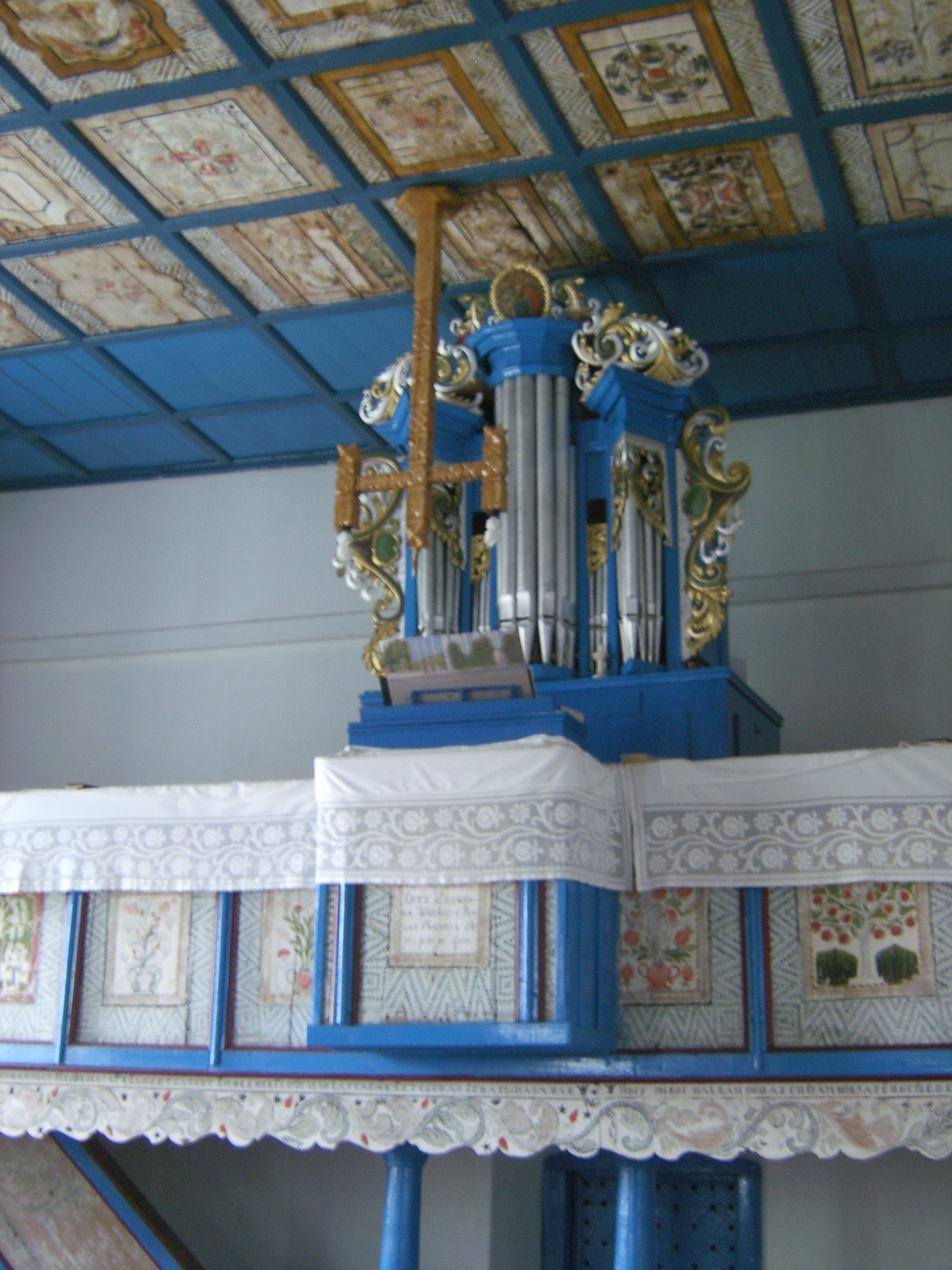
Gyerővásárhelyi orgona

## Külső hivatkozások
- Kalotaszeg honlapja - kalotaNET